# Каевич, Александр Андреевич
Александр Андреевич Каевич — советский хозяйственный, государственный и политический деятель, Герой Социалистического Труда.

## Биография
Родился в 1914 году в Чугуеве. Член КПСС.
С 1932 года — на хозяйственной, общественной и политической работе. В 1932—1985 гг. — старший зоотехник в хозяйствах Донецкой и Харьковской областей, в Красной Армии, старший зоотехник в Ферганской области Узбекской ССР, участник Великой Отечественной войны, начальник службы связи 1134-го стрелкового полка, командир 798-го отдельного батальона связи 338-й стрелковой дивизии 39-й армии, главный зоотехник Кубанского зерносовхоза Новопокровского района, директор совхоза «Искра» Ленинградского района Краснодарского края, главный технолог управления капитального строительства в Краснодарском краевом управлении сельского хозяйства.
Указом Президиума Верховного Совета СССР от 8 апреля 1971 года присвоено звание Героя Социалистического Труда с вручением ордена Ленина и золотой медали «Серп и Молот».
Умер в Краснодаре в 1985 году.